# Незнакомка пришла нагой
«Незнакомка пришла нагой» (Naked Came the Stranger) — пародия на эротический роман, опубликованная в 1969 году под псевдонимом Пенелопа Эш. Реальными авторами выступила группа журналистов газеты Newsday под руководством Майка Макгрэди, который разочаровался в популярной американской литературе того времени и решил написать худший любовный роман в истории. Концептом книги был акцент на сексе и полное отсутствие художественной ценности. Книга стала бестселлером.

## Сюжет
Радиоведущая Джиллиан Блэк из Лонг-Айленда решает отомстить мужу, которого подозревает в неверности. Для этого она начинает соблазнять женатых мужчин и разрушать их браки. Каждая глава рассказывает о новом любовнике Джиллиан. Некоторые главы заканчиваются смертью любовника.

## История
После череды интервью с популярными авторами любовных романов журналист Newsday Майк Макгрэди пришёл к выводу, что подобные книги способен написать любой журналист: «Я был сыт по горло писателями вроде Гарольда Роббинса и Жаклин Сюзанн. Я видел, какие тексты отправляются в печать, и это просто абсурд». В 1966 году Макгрэди решил провести эксперимент и написать худший эротический роман в истории. Он предложил коллегам поучаствовать в написании книги, на его зов откликнулись 25 журналистов (по другим источникам, авторов было 24 — 19 мужчин и 5 женщин). Макгрэди придумал книге название и определился с тематикой — акцент на сексе и полное отсутствие художественной ценности. Он попросил каждого соавтора написать по одной главе за неделю. Вскоре после этого Макгрэди отправился работать военным журналистом во Вьетнам, и проект пришлось приостановить.
Вернувшись в 1969 году, Макгрэди начал изучать написанные главы. Посчитав, что часть из них написана слишком хорошо, он вернул их авторам для исправления, после чего совместно с журналистом Харви Аронсоном объединил написанное в единый роман. Книга была опубликована в августе 1969 года под псевдонимом Пенелопа Эш (англ. Penelope Ashe) — «скромная домохозяйка с Лонг-Айленда», в образе которой сфотографировалась сестра жены Майка Макгрэди. Издателем выступил Лайл Стюарт, известный публикацией спорных книг.
Книга стала бестселлером: авторы быстро раскрыли свою задумку, однако к тому времени её успели купить 20 000 человек. После этого продажи книги не остановились. Вариант в твёрдом переплёте разошёлся тиражом в 100 000 копий, попав в список бестселлеров The New York Times и продержавшись там 13 недель. Тираж варианта с мягким переплётом составил несколько миллионов копий. В 2004 году вышло переиздание книги.
Издательства предлагали Макгрэди заняться написанием сиквела, обещая заплатить за него 500 тыс. долларов, однако журналист отказался. Вместо этого в 1970 году он опубликовал книгу Stranger Than Naked, or How to Write Dirty Books for Fun & Profit (с англ. — «Чуднее, чем нагота, или Как писать грязные книги для удовольствия и прибыли»).

## Экранизация
В 1975 году по мотивам книги был снят одноимённый фильм. Авторы книги не принимали участия в производстве фильма, но ознакомились с ним.